# 加約韋 (布羅瓦里區)
50°39′51″N 31°3′13″E / 50.66417°N 31.05361°E
哈約韋（烏克蘭語：Гайове）是位於烏克蘭北部的村莊，由基辅州布羅瓦里區的大季梅爾卡市鎮負責管轄。該村始建於1922年，面積5.7平方公里，海拔高度108米，2001年人口102，人口密度每平方公里17.9人。